# اتحاد غرب الهند لكرة القدم
اتحاد غرب الهند لكرة القدم (WIFA) هو الهيئة الحاكمة لكرة القدم في ولاية مهاراشترا الهندية. وهي تابعة لاتحاد كرة القدم لعموم الهند، الهيئة الرياضية الوطنية الحكومية.

## التاريخ
بدأ اتحاد غرب الهند لكرة القدم في 12 يوليو 1911. كان الهدف من الاتحاد هو تحسين مستوى كرة القدم في ولاية ماهاراشترا الهندية. كان هناك بالفعل مسابقات لكرة القدم في ولاية ماهاراشترا حيث بدأت كأس روفرز، وهي ثاني أقدم بطولة كرة قدم في الهند في عام 1891.
قررت جمعية كرة القدم في ولاية ماهاراشترا في عام 2011 إعادة هيكلة نظام كرة القدم داخل الولاية مع الارتفاع الملحوظ في شعبية كرة القدم بالهند. وكان أولى خطواتها تجديد ملعب Cooperage Ground وهو الملعب الوطني الوحيد لكرة القدم في مومباي. خططت الجمعية لإطلاق أول دوري كرة قدم على مستوى الولاية أُطلق عليه اسم "دوري مها". أعلنت الجمعية عن نيتها إحياء بطولة كأس روفرز الذي توقف في عام 2001.

## هرم ماهاراشترا لكرة القدم
| مستوى                    | الدوري / قسم                 | الدوري / قسم                  | الدوري / قسم                 | الدوري / قسم                     | الدوري / قسم                                   | الدوري / قسم                     | الدوري / قسم                              |
| ------------------------ | ---------------------------- | ----------------------------- | ---------------------------- | -------------------------------- | ---------------------------------------------- | -------------------------------- | ----------------------------------------- |
| الرابطة الوطنية للولاية  | دوري مها سوف يتم الاعلان عنه | دوري مها سوف يتم الاعلان عنه  | دوري مها سوف يتم الاعلان عنه | دوري مها سوف يتم الاعلان عنه     | دوري مها سوف يتم الاعلان عنه                   | دوري مها سوف يتم الاعلان عنه     | دوري مها سوف يتم الاعلان عنه              |
| الرابطة الوطنية للمقاطعة | قسم النخبة MDFA 26 نادي      | ناجبور الدوري الممتاز10 نوادي | دوري كولهابور 8 نوادي        | قسم سوبر بوني 16 نادي            | دوري اورانجاباد لكرة القدم سوف يتم الاعلان عنه | قسم السوبر الثاني 11 نادي        | دوري ناشيك لكرة القدم سوف يتم الاعلان عنه |
| دوري المنطقة             | قسم سوبر مومباي 32 نادي      | قسم سوبر مومباي 32 نادي       | قسم سوبر مومباي 32 نادي      | دوري الدرجة الأولى بوني 18 ناديا | دوري الدرجة الأولى بوني 18 ناديا               | دوري الدرجة الأولى بوني 18 ناديا | دوري الدرجة الأولى بوني 18 ناديا          |

## جمعيات المقاطعات
| منطقة      | رئيس                | موقع الكتروني                     |
| ---------- | ------------------- | --------------------------------- |
| مومباي     | أوستن كوتينهو       | اتحاد كرة القدم في منطقة مومباي   |
| بيون       | د. فيشواجيت قدم     | اتحاد منطقة بيون لكرة القدم       |
| ناجبور     | شري أتال بهادر سينغ | اتحاد منطقة ناجبور لكرة القدم     |
| اورانجاباد | النقيب رأفت أفندي   | اتحاد منطقة اورانجاباد لكرة القدم |
| ثين        | ألفونسو سانتياغو    | اتحاد منطقة ثين لكرة القدم        |

## روابط خارجية
- موقع اتحاد غرب الهند لكرة القدم
- اتحاد منطقة بونا لكرة القدم
- اتحاد كولهابور المتحد لكرة القدم (KUFA)